# Transformers : Le Commencement
Pour les articles homonymes, voir Transformers (homonymie).
Pour plus de détails, voir Fiche technique et Distribution.
Transformers : Le Commencement ou Transformers Un au Québec (Transformers One) est un film d'animation américain réalisé par Josh Cooley et sorti en 2024.
Ce film d'animation 3D est une préquelle à la franchise Transformers. Il est centré sur les relations entre Optimus Prime et Mégatron sur Cybertron. Dans la cité d'Iacon, Orion Pax et D-16, deux mineurs d'Energon, vont découvrir une piste quant à la disparition de la Matrice du Commandement. Leur quête de l'artéfact va les mener à la surface de leur planète, Cybertron, accompagnés de B-127 et d'Elita-1. Ce qu'ils ignorent, c'est que cette aventure les mènera à devenir respectivement Optimus Prime et Mégatron, et à former les factions des Autobots et des Decepticons.

## Synopsis
Sur la planète Cybertron, peuplée de robots intelligents qui dépendent d'une source d'énergie vitale appelée Energon, la société est divisée entre classes, où certains possèdent des cogs, des bio-mécanismes leur permettant de se transformer et d'alterner entre différentes formes comme des véhicules. Orion Pax, un simple robot minier sans cog, est fasciné par l’histoire des Primes, les tout premiers Cybertroniens créés par le légendaire Primus. Lorsqu’il s’infiltre dans les archives de Iacon pour en apprendre davantage, il est découvert par des agents de sécurité, mais son ami D-16 le sauve de justesse. Les deux amis continuent de travailler ensemble dans les mines, où un incident piège leur collègue Jazz. Orion et D-16 réussissent à le secourir, mais leur supérieure, Elita-1, est rétrogradée à la suite d’une accusation injuste de leur surveillant, Darkwing.
Sentinel Prime, chef de Cybertron, revient alors de sa quête pour retrouver la Matrice du Commandement, symbole suprême du leader qui permet de raviver les sources d’Energons, et portée disparue depuis la fin d'une grande guerre ayant opposé les Primes aux Quintessons. Il organise une course pour célébrer sa victoire contre l'envahisseur, qu'il aurait vaincu au prix du sacrifice des Primes. Orion et D-16, désireux de prouver qu’ils valent plus que leur statut de mineurs, s’incrustent illégalement à l’aide de jet packs, mais échouent. Toutefois, leur tentative valorise le moral des mineurs, et Sentinel leur propose une récompense. Mais Darkwing, furieux, les affecte à l’incinération des ordures où ils rencontrent B-127 ("Badassatron" selon ses mots), un jeune robot excentrique. Dans les déchets, ils découvrent une puce contenant un message de détresse d'Alpha Trion, l'un des anciens Primes, provenant de la surface de Cybertron. Intrigués, Orion, D-16, B-127 et, plus tard, Elita partent à la recherche de Trion.
Après un long voyage, ils finissent par trouver, dans une grotte, les dépouilles des anciens Primes, dont Alpha Trion, qui s'avère toujours en vie mais gravement endommagé. Ce dernier révèle un secret dévastateur : les Quintessons n’ont jamais été vaincus et Sentinel Prime a, en réalité, pactisé avec eux pour tuer les Primes et s'assurer le pouvoir; depuis ce jour, il exploite les mineurs pour récupérer de l'Energon et le fournir aux Quintessons pour payer sa dette, et rester aux commandes. Il s'avère également que la Matrice du Commandement n'a pas été perdu, mais a disparu d'elle-même car elle a jugé Sentinel indigne. Trion leur révèlent aussi qu'ils sont nés avec des cogs, mais qu'ils leur ont été retiré avant leur mise en service. Cette découverte emplit de rage D-16 qui jure de faire payer Sentinel et de ne plus jamais se soumettre à qui que ce soit. Trion offre au groupe les cogs de ses frères d'armes, leur conférant le pouvoir de se transformer, ainsi qu’une puce prouvant la trahison de Sentinel. Cependant, Airachnid, la seconde de Sentinel Prime, les retrouve et capture Trion, qui est ensuite interrogé et exécuté par Sentinel.
Les quatre bots, quant à eux, réussissent à s’échapper et retournent à Iacon pour révéler la vérité, mais ils sont interceptés par l'ancienne Garde d’Élite, d’anciens soldats servant les Primes, dirigés par Starscream, Soundwave et Shockwave. D-16 défie Starscream et prend le commandement de la Garde d’Élite, mais sa soif de pouvoir inquiète Orion. Une bataille s’ensuit contre les forces de Airachnid, qui parvient à capturer D-16, B-127, et une partie de la Garde d’Élite. La puce contenant les preuves de trahison est détruite, plongeant Orion dans le désespoir.
Malgré tout, encouragé par Elita, Orion mobilise le reste de la Garde d’Élite et les mineurs pour se rebeller contre Sentinel. Ils parviennent à renverser le faux Prime après avoir diffusé des enregistrements incriminants de la mémoire d'Airachnid. Bien que l'imposture de Sentinel est dévoilé, un affrontement éclate entre Orion et D-16 concernant son sort. Dans un accès de rage, D-16 tire accidentellement sur Orion qui s'est interposé, le blessant mortellement. Choqué et horrifié par ce qu’il vient de faire, D-16 rattrape Orion alors qu’il s’effondre, submergé par un mélange de colère et de culpabilité. Hésitant un instant, il comprend pourtant qu’il est trop tard pour revenir en arrière. Dans un acte de froide résolution, D-16 abandonne toute empathie et relâche son ami, le laissant pour mort. Embrassant sa nouvelle identité et renonçant à son ancienne loyauté, il se rebaptise alors "Mégatron" (en hommage à son idole, Megatronus Prime). Sans aucun remords, il déchire mortellement le corps de Sentinel, saisit son cog et avec un regard impitoyable, ordonne la destruction de Iacon, résolu à bâtir un monde à son image.
Pendant ce temps, Orion chute à travers la planète, mortellement blessé. Arrivé en son centre, les esprits des treize Primes et de Primus interviennent et reconnaissent la valeur et le sacrifice d'Orion Pax. Jugé digne, Primus lui confie la Matrice du Commandement, qui le ramène à la vie sous une nouvelle forme et une nouvelle identité: Optimus Prime.
Pendant ce temps, à la surface, Elita et B-127 affrontent Mégatron, dont la colère a viré à la haine et à une folie destructrice. Dans un combat intense, ils tentent de contenir l’ancienne amitié devenue rivalité violente, mais Mégatron semble invincible, jusqu’à ce qu’Optimus apparaisse, à la stupéfaction de tous. Confrontant son ancien ami, Optimus engage un combat déterminant. Après une lutte acharnée, il parvient à vaincre Megatron, mais choisit de le banir avec la Garde d’Élite. Défait, Mégatron s’enfuit vers la surface, jurant que cette guerre est loin d’être terminée.
Devenu le nouveau leader de Cybertron, Optimus utilise la Matrice pour raviver les réserves d’Energon et rendre les cogs aux mineurs, redonnant ainsi espoir et dignité à ses alliés. Il rassemble son armée sous le nom des "Autobots" et, avec Elita et B-127 comme commandants de confiance, il adresse un message ferme aux Quintessons, déclarant que Cybertron est désormais prête à se défendre.
Dans une scène post-générique, Mégatron, ruminant sa trahison et nourrissant sa haine, rebaptise la Garde d’Élite en "Decepticons", en référence à leur déception. Entouré de fidèles guerriers comme Starscream, Soundwave et Shockwave, il promet de mener une guerre implacable contre les Autobots, marquant le début de leur lutte éternelle pour le futur de Cybertron.

## Fiche technique
Sauf indication contraire, les informations mentionnées dans cette section peuvent être confirmées par la base de données cinématographiques IMDb,  présente dans la section « Liens externes ».
- Titre original : Transformers One
- Réalisation : Josh Cooley
- Scénario : Andrew Barrer, Gabriel Ferrari et Steve Desmond, d'après les jouets Transformers de Hasbro
- Musique : Brian Tyler
- Directeur artistique : Gerald de Jesus
- Décors : Jason William Scheier
- Montage : Lynn Hobson
- Effets spéciaux : SDFX Studio et Industrial Light & Magic
- Production : Michael Bay, Aaron Dem, Tom DeSanto, Lorenzo di Bonaventura, Don Murphy et Mark Vahradian

Producteurs délégués : Valerii An, Bradley J. Fischer, Brian Goldner, Brian Oliver et Steven Spielberg
- Sociétés de production : Paramount Animation, Hasbro Entertainment, Di Bonaventura Pictures et Bay Films
- Société de distribution : Paramount Pictures (États-Unis)
- Budget : 75 000 000 $
- Pays de production :  États-Unis
- Langue originale : anglais
- Format : couleur
- Genre : Animation, action et science-fiction
- Durée : 104 minutes
- Dates de sortie[2] :
  - États-Unis, Canada : 20 septembre 2024
  - France : 23 octobre 2024
  - Suisse romande : 1er janvier 2025
  - Belgique : 9 octobre 2024

## Distribution

### Voix originales
- Chris Hemsworth : Orion Pax / Optimus Prime
- Brian Tyree Henry : D-16 / Megatron
- Scarlett Johansson : Elita
- Keegan-Michael Key : B-127 / Bee / Badassatron
- Jon Hamm : Sentinel Prime
- Laurence Fishburne : Alpha Trion
- Isaac C. Singleton Jr. : Darkwing
- Steve Buscemi : Starscream
- Vanessa Liguori : Airachnid
- Jon Bailey : Soundwave
- Jason Konopisos-Alvarez : Shockwave
- Evan Michael Lee : Jazz
- Steve Blum : le commentateur de la course

### Voix françaises
- Adrien Antoine : Orion Pax / Optimus Prime
- Baptiste Marc : D-16 / Megatron
- Audrey Fleurot : Elita
- Philippe Lacheau : B-127 / Bee / Badassatron
- Rémi Bichet : Sentinel Prime
- Thierry Desroses : Alpha Trion
- Jean-Paul Pitolin : Darkwing
- Jean-François Vlérick : Starscream
- Audrey Sourdive : Airachnid
- Bertrand Nadler : Soundwave
- Laurent Gris : Shockwave
- Julien Fébreau : le commentateur de la course

### Voix québécoises
- Martin Desgagné : Orion Pax / Optimus Prime
- Alexandre Fortin : D-16 / Mégatron
- Camille Cyr-Desmarais : Elita
- Patrick Emmanuel Abellard : B-127 / Bee / Badassatron
- Patrick Chouinard : Sentinel Prime
- Tristan Harvey : Alpha Trion
- Louis-Philippe Dandenault : le commentateur de la course

 Source : version québécoise (VQ) sur Doublage.qc.ca

## Production

### Genèse et développement
En mars 2015, après la sortie du 4e long métrage, Transformers : L'Âge de l'extinction (2014), Paramount Pictures charge Akiva Goldsman de travailler avec Michael Bay, Steven Spielberg et Lorenzo di Bonaventura pour créer une writer's room visant à développer des idées potentielles pour le futur de la franchise Transformers. Plusieurs auteurs et scénaristes sont alors embauchés pour écrire les futurs projets de la franchise. Selon Akiva Goldsman, l'équipe s'inspirera de divers médias Transformers. En mai 2015, Andrew Barrer et Gabriel Ferrari rejoignent l'équipe de scénaristes. L'une des idées développées est Transformers One. Ce projet est décrit comme un film d'animation préquelle racontant l'origine du conflit entre les Autobots et les Decepticons sur la planète Cybertron, avant leur arrivée sur Terre,.
En août 2017, ce projet de film d'animation Transformers est officiellement en développement. Peu après la sortie de Bumblebee (2018), le producteur Lorenzo di Bonaventura évoque le film et explique qu'il est « en préparation » et qu'il racontera « toute la mythologie de Cybertron ».
En avril 2020, Josh Cooley est annoncé comme réalisateur. Il est précisé que le film sera produit par Hasbro Entertainment et Paramount Animation. En février 2022, il est révélé que le film sera réalisé avec de l'animation par ordinateur. En décembre 2022, le titre Transformers: A New Generation est annoncé, mais Lorenzo di Bonaventura déclare en avril 2023 que rien n'est décidé,. Lors de la CinemaCon 2023, il est révélé que le film s'intitulera Transformers One. Le producteur Lorenzo di Bonaventura explique alors que l'intrigue sera centrée sur les origines des Transformers et explorera les événements qui ont conduit Optimus et Megatron à passer du statut de frères d'armes à celui d'ennemis. En juin 2023, il est révélé que Steve Desmond a participé à l'écriture du scénario.
Peu après la sortie de la bande-annonce, Josh Cooley confirme que le film ne fait pas partie de la chronologie des films en live-action.

### Attribution des rôles
Les noms des doubleurs principaux sont révélés à la CinemaCon d'avril 2023 : Chris Hemsworth et Brian Tyree Henry sont ainsi annoncés pour prêter respectivement leur voix à Optimus Prime et Mégatron. Scarlett Johansson, Keegan-Michael Key, Jon Hamm et Laurence Fishburne sont également confirmés.
Le 11 avril 2024, jour de sortie du premier teaser, The Hollywood Reporter révèle que Steve Buscemi sera aussi au casting. Le 25 juillet 2024, il est annoncé que Buscemi interprétera le rôle du Decepticon Starscream.
En version française, c'est Adrien Antoine et Baptiste Marc qui interprèteront Orion Pax et D-16. Ils sont rejoints par Audrey Fleurot et Philippe Lacheau qui interpréteront Elita et B-127. Le 18 juillet, Paramount France annonce que Julien Fébreau, le commentateur de la F1 sur Canal+, a rejoint le casting français, où il interprètera un commentateur sportif.

### Animation
Industrial Light & Magic, qui avait officié sur les effets spéciaux des prises en prises de vues réelles Transformers, se charge ici de l'animation,.

## Sortie et accueil

### Critique
Le film sort le 20 Septembre 2024 aux USA, et fait consensus sur Rotten Tomatoes avec une moyenne de 89% des avis des critiques, et 98% des avis du public.
En France, il sort le 23 Octobre 2024, et s'en sort sur AlloCiné, avec une note de 3,3/5 de la presse.